# Болеслав I Високий
Болеслав I Високий (пол. Bolesław I Wysoki; 1227 — 8 грудня 1201) — князь Вроцлавський і Сілезький у 1163—1201 роках.
Старший син короля Польщі Владислава II та його дружини Агнеси Бабенберзької, доньки маркграфа Австрії Леопольда III і сестри німецького короля Конрада III.
Правнук великого князя Київського Святополка Ізяславича. По батьківській лінії був нащадком великих князів Київських Володимира Святого та Ярослава Мудрого.

## Життєпис
Походив з династії П'ястів. Син Великого князя Польщі Владислава II та Агнеси Бабенберзької. Дитинство Болеслав пройшло при дворі діда — Болеслава III Кривоустого, в Плоцьку.
Правління Владислава II було насичене боротьбою за владу. Конфлікти почалися, коли Верховний князь хотів усунути своїх зведених молодших братів-князів з їх уділів. Згідно з літописцем Вінцентом Кадлубеком, протистояння між братами відбувалося через позицію дружини Владислава II, Агнеси Бабенберзької, яка вважала, що її чоловік, як старший син, є єдиним законним правителем всієї країни. З іншого боку, Соломія Берзька, вдова Болеслава III і мачуха Владислава II, намагалася створити союзи з іноземними правителями, щоб забезпечити правління своїх синів, молодших князів. Вона побоювалася, що вони будуть відсторонені від своїх посад, щоб звільнити місце для синів Владислава II: Болеслава І та його братів Мешко і Конрада.

### Участь у польських чварах
Після смерті Болеслава III у 1138 році батько Болеслава став князем Краківським, отримавши у володіння східну частину Великої Польщі з Гнєзно, західну частину Малої Польщі з Краковом, Серадзьке князівство і західну частину Куявії. Крім того, він отримав також у спадкове володіння Сілезію.
Однак незабаром у Владислава II почалися конфлікти з молодшими братами і мачухою, Соломією фон Берг. Для того, щоб протистояти їм, Владислав вирішив заручитися допомогою Київської держави та Великого князя Київського Всеволода II. Для зміцнення цього союзу у 1142 році Болеслава Високого оженили на доньці Всеволода II Звениславі Київській.
Після смерті Соломії Берг, коли боротьба між Владиславом II і його братами — Болеслвом IV, Мєшко III і Казимиром II — загострилася, у 1145 році Болеслава було відправлено до Київ, щоб той переконав Всеволода III надіслати допомогу. В результаті походу війська, відрядженого великим князем Київським на допомогу Владиславу II, той зміг збільшити свої володіння.

### Поїздка до Києва
Польсько-український альянс незабаром виявився надзвичайно важливим у боротьбі між Владиславом II і молодшими князями. Протистояння посилилось після смерті Соломії 1144 року. Здавалося, що їх перемога - завдяки військовому перевазі - була лише питання часу. Владислав II був настільки впевнений у перемозі в Польщі, що послав Болеслава І на допомогу Великому князю Всеволоду II під час повстання в Києві.
Експедиція Болеслава І закінчилася катастрофою, оскільки смерть Великого князя Князя призвела до ще більших заворушень в Києві. 1146 року Болеслав змушений був швидко повернутися до Польщі, щоб допомогти батькові. Невеликого війська, яке він привів, було недостатньо, щоб зупинити повстання проти Владислава II, який був повністю розгромлений молодшими князями. Повалений Владислав ІІ та його родина спочатку втекли до Празького двору князя Богемського Владислава II.

### Вигнання
1146 року після поразки Владислав II, Болеслав Високий залишив Польщу. Разом з батьками знайшов притулок при дворі свого вуйка Конрада III Гогенштауфена, короля Німеччини, який оселив їх у королівському палаці Альтенбург в Тюрінгії.
На відміну від батька, який жив в Альтенбурзі, Болеслав Високий досить швидко увійшов в оточення короля Конрада III. У 1147 році в складі війська останнього брав участь у Другому хрестовому поході. Після смерті Конрада III перейшов на службу до імператора Фрідріха I Барбаросси. На відміну від Конрада, Фрідріх I спочатку не надто прагнув допомагати польським вигнанцям.
У 1154—1155 роках Барбаросса організував похід, в результаті якого було короновано імператорською короною. Болеслав Високий супроводжував Фрідриха I в цьому поході, як і в наступному поході в 1158—1162 роках, коли він відзначився під Міланом, убивши в герці італійського лицаря.

### Герцог Сілезії
У 1159 році помер його батько. З цього моменту Болеслав Високий успадкував претензії на корону Польщі. У 1163 році за допомогою імператора Фрідриха I Болеслав зміг умовити Болеслава IV Кучерявого передати йому та його молодшому брату Мешко Сілезію. До складу їхніх володінь увійшла Середня і Нижня Сілезія з містами Вроцлав, Ополе, Ратибор, Глогув і Легниця.
Формально брати правили разом, проте реальна влада в князівстві перебувала в руках Болеслава I Високого. Втім його брата Мешко незабаром перестало влаштовувати підлегле становище і в 1172 році він повстав проти Болеслава I. Мешко підтримав і старший син Болеслава Ярослав, який побоювався, що його в результаті інтриг мачухи буде відсунуто від спадкування. Зрештою Болеслав Високий був змушений тікати до Німеччини.
Лише у 1173 році після смерті Болеслава IV Кривоустого новий краківський князь Мешко III за сприяння імператора Фрідріха I, який здійснив новий похід до Польщі, Болеслав I Високий зміг повернутися. Втім був змушений віддати своєму братові Мешко Ратибор, а синові Ярославу — Ополе. Фактично Болеслав I Високий опинився володарем лише Вроцлавського князівства. 1175 року надавав підтримку цистерціанським монастирям.

### Боротьба за Краків
У 1177 році Болеслав Високий організував повстання проти краківського князя Мешко III, прагнучи підкорити Малу Польщу, але зазнав поразки і був змушений тікати. Того ж року Казимир, сандомирський князь, і старший син Мешко III — Одон — змогли повалити верховного князя Польщі, в результаті чого краківський престол отримав Казимир, який дозволив Болеславові I повернутися. При цьому останній був змушений виділити в окреме Глогувське князівство, яке передав своєму молодшому брату Конраду Тонконогому.

### Останні роки
Після 1177 року Болеслав I більше не намагався повставати проти краківських князів, спрямувавши зусилля на збереження своїх володінь. Після того, як Конрад Тонконогий помер в 1189 або 1190 році, не залишивши спадкоємців, повернув собі Глогувське князівство.
Болеслав Високий прагнув зміцнити економіку свого князівства почав залучати до лісових районів німецьких колоністів, завдяки чому зміг істотно прискорити економічний розвиток герцогства.
У 1198 році Болеслав I призначив старшого сина Ярослава єпископом Вроцлава. Цей крок дозволив йому після смерті Ярослава в 1201 році отримати назад Опольське князівство.
Помер 8 грудня 1201 року, поховано у Любенжі. Своїм спадкоємцем Болеслав затвердив єдиного вцілілого сина від другого шлюбу — Генріха I.

## Родина
1. Дружина — Звеніслава (д/н — 1155/1160), донька Всеволода II, Великого князя Київського.
Діти:
- Ярослав (1143—1201), князь Опольський у 1173—1201 роках
- Ольга (1155—1175/1180)

2. Дружина — Христина, донька Беренгара фон Зульцбаха
Діти:
- Болеслав (1157/1163—1175/1181)
- Аделаїда (1165—1213), дружина Депольта II, князя Ямніца
- Конрад (1158/1168—1175/1190)
- Ян (1161/1169—1174)
- Берта (1167—1200)
- Генріх (1165/1170—1238)
- Владислав (1180—1199)

## Генеалогія
Болеслав I веде свій родовід, в тому числі, й від Великих князів Київських Ярослава Мудрого та Володимира Мономаха.